# Davis Tutt
Davis Tutt (? 1836 - 21 juliol 1865) va ser un jugador que havia estat soldat a l'Exèrcit Confederat, conegut per haver mort en un duel contra Wild Bill Hickok, en una època en què aquest encara era desconegut com a pistoler.
Tutt va néixer a Yellville (Arkansas), en el si d'una família amb certa influència política del comtat de Marion. De petit, Tutt havia vist la seva família embolicada en una disputa contra el clan dels Everett, de resultes de la qual van morir diversos dels seus parents en el curs d'alguns anys. Quan el 1862 va esclatar la Guerra civil dels Estats Units, Tutt va prendre partit per la Confederació. Més tard es va aventurar cap a l'oest a la recerca de fortuna, i va arribar a Springfield (Missouri). Va ser allà on va conèixer Hickok, amb qui tindria certa amistat en un primer moment. Hickok i Tutt jugaven a pòquer amb freqüència, i Tutt solia deixar-li diners quan aquest tenia mala sort.

## Amics fins a la mort
L'amistat es va trencar a conseqüència de diversos factors. El més probable és el pagament d'un d'aquests petits préstecs, que rondaria els 25 dòlars. Encara que hi ha diverses teories sobre l'incident, s'admet generalment que Tutt va decidir emportar-se un rellotge d'or de Hickok com a garantia pel pagament dels seus diners. Hickok no es va ofendre per aquest gest desafiant, però va advertir-lo que faria millor no portant-lo en públic. La seva intenció podia ser tant la de no humiliar-lo com la d'evitar la humiliació d'aparèixer com un a morós i un mal jugador, però com que Tutt no es va fer enrere, el 21 de juliol es va produir una discussió i un tiroteig, que convertiria Tutt en un cadàver i a Hickok en una llegenda del Vell Oest.
El tiroteig, ocorregut a la plaça major de Springfield al voltant de les sis de la tarda, s'ha convertit en la imatge típica dels duels propis del western, i ha estat interpretat, amb diverses modificacions, en innombrables pel·lícules i novel·les.
Hickok havia realitzat diverses advertències a Tutt per evitar la baralla. En realitat, Tutt tenia certa fama com a tirador, i és molt possible que el seu aplom es degués a una excessiva confiança en les seves possibilitats. De qualsevol manera, els dos trets es van realitzar gairebé simultàniament, però amb diferent resultat: Tutt va morir gairebé instantàniament, després d'exclamar en veu alta: "Nois, estic mort!", i el seu tret no va tocar Hickok. Quan aquest va ser jutjat resultar absolt de l'acusació d'homicidi, gràcies al seu al·legat de legítima defensa.